# Malaxis mucronulata
Malaxis mucronulata är en orkidéart som först beskrevs av Rudolf Schlechter, och fick sitt nu gällande namn av Pedro Ortiz Valdivieso. Malaxis mucronulata ingår i släktet knottblomstersläktet, och familjen orkidéer.
Artens utbredningsområde är Colombia. Inga underarter finns listade i Catalogue of Life.